# Hypselobarbus thomassi
Hypselobarbus thomassi, englisch Red Canarese Barb oder Nilgiri Shark ist eine große Barbenart, die endemisch nur in Indien vorkommt.

## Vorkommen
Ihr ursprüngliches Vorkommen beschränkte sich auf die indischen Bundesstaaten Karnataka und Kerala. Sie bewohnt große Flüsse und Ströme wie den Netravati und Periyar Fluss unterhalb der Westghats. Ihr Vorkommen ist auf einen Raum von 11.675 km² beschränkt. 2004 wurde bei einer ausgedehnten Suche in dieser Region nur noch ein Exemplar gefangen.

## Beschreibung
Aufgrund ihres ähnlichen Aussehens kann H. thomassi leicht mit dem Mahseer verwechselt werden.
Der Körper des Fisches hat eine silbrige Grundfärbung mit orangen Tönen, die Flossen haben bläuliche bis schwarze Farbtöne. Sie erreicht eine maximale Länge von einem Meter.  Das bislang größte Exemplar von Hypselobarbus thomassi mit einem Gewicht von 30 Kilogramm wurde in einem Gewässer in den Westghats gefangen.

## Lebensweise
Über die Lebensweise von Hypselobarbus thomassi ist nichts Näheres bekannt.

## Systematik
Synonyme von Hypselobarbus thomassi sind Barbus thomassi, Gonoproktopterus thomassi und Puntius thomassi.
Weitere Arten der Gattung Hypselobarbus sind:
- Hypselobarbus curmuca
- Hypselobarbus dobsoni
- Hypselobarbus dubius
- Hypselobarbus jerdoni
- Hypselobarbus kolus
- Hypselobarbus kurali
- Hypselobarbus lithopidos
- Hypselobarbus micropogon
- Hypselobarbus periyarensis
- Hypselobarbus pulchellus[8]

## Nutzen und Gefährdungsstatus
Hypselobarbus thomassi ist nur von geringer wirtschaftlicher Bedeutung und als Speisefisch von untergeordnetem Wert. Die Fischart gilt durch anthropogene Umweltveränderung wie Entwaldung, Intensivierung der Landwirtschaft, Plantagenbau, Bergbau, städtisches Wachstum und Staudammbau in ihrem Bestand als stark bedroht. Aufgrund ihrer Größe und Gewichte begehrt, wurde Hypselobarbus thomassi darüber hinaus überfischt. Bislang wurden wenige Ansätze unternommen, den Bestand der Fischart zu retten, entlang des Chalakudi Flusses gibt es Bestrebungen, zumindest einen Teil der Uferwälder zu erhalten.